# Neritimorpha
De Neritimorpha is een clade binnen de Gastropoda (Slakken).  Binnen deze groep worden een aantal superfamilies ingedeeld vanwege de apomorfe kenmerken.

## Taxonomie
De clade kent de volgende indeling:
- Neritimorpha uit het Paleozoïcum met een onzekere plaatsing  †
  -  † Familie Craspedostomatidae Wenz, 1938
    -  † Onderfamilie Craspedostomatinae Wenz, 1938
    -  † Onderfamilie Bucanospirinae Wenz, 1938[2]

  -  † Familie Pragoscutulidae Fryda, 1998
  - Superfamilie Nerrhenoidea Bändel & Heidelberger, 2001
    -  † Familie Nerrhenidae Bändel & Heidelberger, 2001

  - Superfamilie Oriostomatoidea Koken, 1896
    -  † Familie Oriostomatidae Koken, 1896
    -  † Familie Tubinidae Knight, 1956

  - Superfamilie Palaeotrochoidea Knight, 1956
    -  † Familie Palaeotrochidae Knight, 1956

  - Superfamilie Platyceratoidea Hall, 1879
    -  † Familie Platyceratidae Hall, 1879
      - = Cydonematidae P. Fischer, 1885
      - = Platyostomatidae S. A. Miller, 1889
      - = Strophostylidae Grabau & Shimer, 1909
      - = Palaeocapulidae Grabau, 1936
- Clade Cyrtoneritimorpha
- Clade Cycloneritimorpha

## Indeling volgens WoRMS
Volgens WoRMS is Neritimorpha een onderklasse met een nog bestaande orde, een uitgestorven orde en superfamilies:
- Cycloneritida

### Uitgestorven orde
- Cyrtoneritida †

### Uitgestorven superfamilies
- Nerrhenoidea Bandel & Heidelberger, 2001 †
- Platyceratoidea Hall, 1879 †